# Opera Schoenenbourg
L'Opera Schoenenbourg è una fortificazione situata al termine della parte est dell'Alsazia e parte della linea Maginot; l'opera si trova tra i distretti di Hunspach ed Ingolsheim, nel dipartimento francese del Basso Reno, e fa parte del settore fortificato di Haguenau, di fronte al confine con la Germania.
È la più grande fortificazione dell'Alsazia tra quelle aperte al pubblico: ufficialmente registrata come monumento storico, conserva tutti i suoi elementi strutturali originali. L'Opera Schoenenbourg fu pesantemente bombardata durante la battaglia di Francia nel 1940, subendo il lancio di ordigni nemici più di qualsiasi altra postazione in Francia, senza però subire danni significativi. Nel 1945 le truppe tedesche in ritirata usarono gli esplosivi per distruggere gran parte della fortificazione; dopo la seconda guerra mondiale fu completamente ristrutturata, e rimessa in servizio nel quadro di un programma volto a utilizzare le fortificazioni della linea Maginot con lo scopo di resistere ad una potenziale conseguenza bellica del Patto di Varsavia. Dal 1970 il piano perse importanza militare e l'Opera Schoenenbourg fu abbandonata; nel 1987 una organizzazione locale si impegnò nella conservazione di Schoenenbourg, ed oggi il forte è aperto a visite pubbliche.
Una delle fortificazioni vicine è il Gros Ouvrage Hochwald.